# Tanaisia zarudnyi
Tanaisia zarudnyi är en plattmaskart. Tanaisia zarudnyi ingår i släktet Tanaisia och familjen Eucotylidae. Inga underarter finns listade i Catalogue of Life.